# Mungwa (periodiskt vattendrag)
Mungwa är ett periodiskt vattendrag i Burundi.   Det ligger i provinsen Muramvya, i den centrala delen av landet, 40 km öster om huvudstaden Bujumbura.
Omgivningarna runt Mungwa är en mosaik av jordbruksmark och naturlig växtlighet. Runt Mungwa är det tätbefolkat, med 331 invånare per kvadratkilometer.